# Jœuf
 Jœuf  es una población y comuna francesa, en la región de Lorena, departamento de Meurthe y Mosela, en el distrito de Briey y cantón de Briey.

## Demografía
| 12 588 | 12 305 | 10 649 | 9016 | 7875 | 7453 |
| Para los censos de 1962 a 1999 la población legal corresponde a la población sin duplicidades (Fuente: INSEE [Consultar]) |        |        |      |      |      |

## Personas relacionadas
- Michel Platini nació aquí.